# Copa FMF de 2018
A Copa FMF de 2018 foi um torneio de futebol realizado pela Federação Matogrossense de Futebol (FMT) de 23 de setembro até 11 de dezembro. Foi disputada por sete times. O campeão ganhou o direito de participar da Copa do Brasil de 2019.

## Formato
Será disputado em turno único na primeira fase, e mata-mata a partir da semifinal. O campeão garante vaga na Copa do Brasil em 2019.

## Critérios de desempate

### 1ª Fase
1. Maior número de vitórias
2. Maior saldo de gols
3. Maior número de gols pró (marcados)
4. Maior número de pontos no confronto direto
5. Maior saldo de gols no confronto direto
6. Sorteio

### Fases finais
1. Maior número de pontos
2. Maior saldo de gols
3. Disputa de pênaltis

## Equipes participantes
| Equipe             | Cidade          | Estádio        | Capacidade | Títulos               |
| ------------------ | --------------- | -------------- | ---------- | --------------------- |
| AA Araguaia        | Barra do Garças | Zeca Costa     | 5 000      | 1 (2008)              |
| Cuiabá             | Cuiabá          | Arena Pantanal | 44 000     | 3 (2010, 2016 e 2017) |
| Dom Bosco          | Cuiabá          | Arena Pantanal | 44 000     | 1 (2015)              |
| Mixto              | Cuiabá          | Arena Pantanal | 44 000     | 1 (2012)              |
| Operário VG        | Várzea Grande   | Arena Pantanal | 44 000     | 0 (não possui)        |
| Poconé             | Poconé          | Neco Falcão    | 2 000      | 0 (não possui)        |
| União Rondonópolis | Rondonópolis    | Caldeirão      | 18 000     | 0 (Nenhum)            |